# 大米策爾堡湖

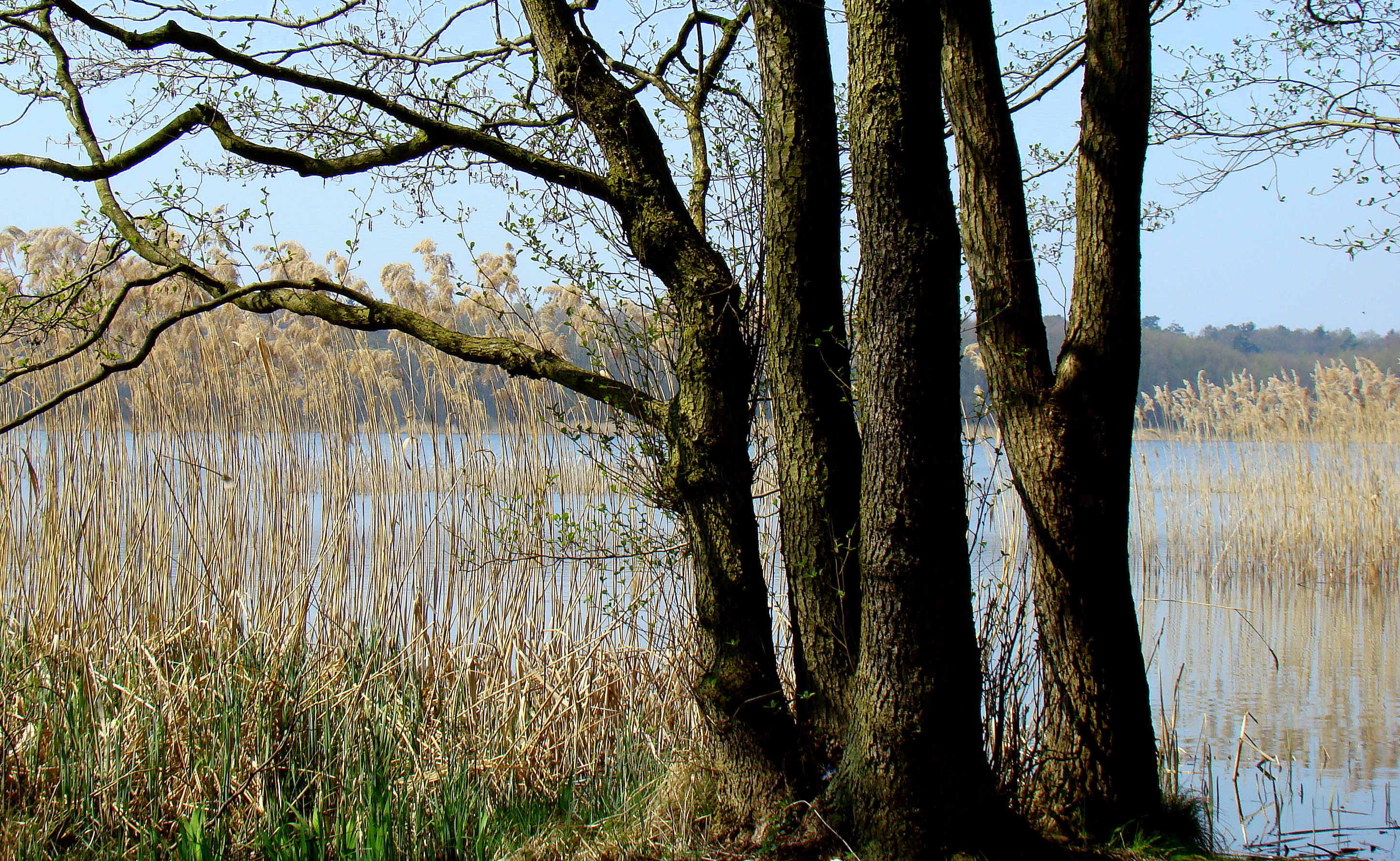

53°39′05″N 14°17′04″E / 53.65130254069°N 14.28445816°E
大米策爾堡湖（德語：Großer Mützelburger See），是德國的湖泊，位於該國東北部，由梅克倫堡-前波美拉尼亞州負責管轄，處於前波美拉尼亞-格賴夫斯瓦爾德縣，面積1.1平方公里，海拔高度4.5米，最大水深2.8米。